# Голестан, Стан
Стан Голестан (рум. Stan Golestan; 7 июня 1875, Васлуй — 21 апреля 1956, Париж) — румынский композитор, музыкальный критик, музыкальный педагог.

## Биография
В 1897—1903 годах учился музыке во Франции у Венсана Д’Энди, Альбера Русселя и Поля Дюка.
В 1905 году основал в Париже журнал L’Album Musical. Работал музыкальным критиком журнала Le Figaro, был профессором композиции в Парижской музыкальной школе — L’Ecole Normale de Musique.
Автор симфонических произведений, камерной и вокальной музыки.
Его музыка, в основном, вдохновлена румынским фольклором.

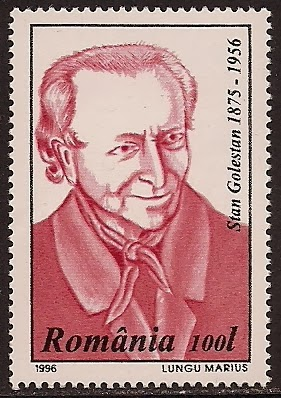
Почтовая марка Румынии 1996 года

Похоронен на парижском кладбище Пер-Лашез.

## Музыкальные сочинения
Для оркестра
- La Dembovitza, 1902
- Lautarul si Cobzarul (Румынские танцы) 1902
- Symphonie en sol mineur, в румынском стиле, 1910
- Румынская рапсодия , 1912
- Rhapsodie concertante pour violon et orchestre, 1920
- Concerto roumain pour violon et orchestre, 1933
- Concerto moldave pour violoncelle et orchestre, 1936
- Sur les cimes des Carpates, concerto pour piano, 1937
- Le Laoutar, pour violon et orchestre, 1950

Камерная музыка и фортепиано
- Sonate pour violon et piano, 1908
- Serenada mica pentru instrument, 1909
- Poèmes et paysages pour piano 1922
- Quatuor à cordes n° 1, 1927
- Arioso et Allegro de concert pour alto et piano ou orchestre, 1932
- Sonatine pour flûte et piano, 1932
- Ballade roumaine pour harpe, 1932
- Thème, Variations et Danses pour piano, 1933
- Quatuor à cordes no 2, 1934

Вокальная музыка
- Somnoroase pasarele (calme lunaire) pour voix, flûte et piano, 1907
- Sanglots pour voix et piano, 1908
- Poème bleu pour voix et piano ou orchestre, 1910
- Hora pour voix et piano, 1921
- Doines et chansons, chants folkloriques, 1922